# Гларнски Алпи
Гларнските Алпи (от немски Glarner Alpen, на английски Glarus Alps) са дял на Алпите, намиращ се в Швейцария (кантони Граубюнден - от юг, Ури, Швиц, Гларус и Санкт Гален - от север). Носят името на град Гларус. Представляват хребет с дължина 124 км и ширина 105 км, който огражда от юг долината на река Преден Рейн. Най-висок връх - Тьоди (3614 м).

## Описание
Хребетът се простира от от югозапад на североизток. Започва от долината на река Ройс (десен приток на Аар) и прохода Обералп (2044 m), който го свързва с Лепонтинските Алпи. Завършва при първия голям завой на река Рейн, където в нея отдясно се влива река Ландкварт. Склоновете му са асиметричен: южните са стръмни и къси, а северните - дълги и полегати. Северните се издигат неравномерно чрез редица отделни масиви и върхове (Фрейберге, Глертиш, Курфирстен, Магерен, Виндгеле, Друсберг, Мутриберг и др.), но в науката са обособени като Швицки Алпи. Граница между двата дяла е проходът Клаузен (1948 m), а по-надолу - река Линт. Само на изток северните склонове се считат за част от Гларнските Алпи, където започват от южния бряг на езерото Валензее. Най-висикият връх от тази страна е Магерен (2524 м). Хребетът е изграден от мезо-кайнозойски флиш и частично от варовици. Годишната сума на валежите превишава 2000 mm. Покрит е с ширколистни (основно бук) и изголистни (смърч, ела) гори, а над 1800-1900 m следват субалпийски и алпийски пасища.

### Главно било
То започва с постепенно издигане и след като достига кулминация при Тьоди, се спуска бавно надолу. Представлява верига с няколко значителни завоя около големи циркуси. През по-голямата част поддържа непрекъсната височина над 2500 m, а върховете надвишават 3000. Условно може да се определят шест масива, разделени от високи проходи - тук през тях минават само пътеки и черни пътища. От запад на изток масивите са:
- Криспалт (Пиц Джуф - 3098 м)
- Обералп (Обералпщок - 3328 м)
- Тьоди (Тьоди - 3614 м). Освен че е най-висок, този масив е покрит с ледници като Хюфи (дължина 7 км, площ 13 кв. км)[4] и Бифертен. От него на север се отделя едно успоредно било, наречено Кларенден, където най-високият връх е Шерхорн (3297 м).
- Хаусщок (Хаусщок - 3158 м). От едноименния връх на север се отделя още едно било (Фрейберге), увенчано от връх Карпф (2794 м).
- Вораб (Пиц Гриш - 3062 м)
- Сардона (Пиц Сардона - 3056 м). Тук билото се разделя на три хребета, разделени от дълбоки долини. Най-дългият от тях стига чак до Валензее.

В източната част на Гларнските Алпи е оформен един допълнителен хребет, наречен Каланда. Неговият най-висок връх Халденщайнер (2805 м) се издига над град Кур - столицата на кантон Граубюнден.

## Води
На централното било са останали пет ледника (Бруни, Хюфи, Клариден, Грис), повечето от които са малки - с дължина 4-5 километра. Във високите циркуси от двете страни на билото се намират красиви ледникови езера, от които най-голямо е Лимерен, близо до Тьоди. Реките от северната и южната страна силно се различават: на юг са къси и с голям наклон - леви притоци на Преден Рейн, а на север са дълги и по-спокойни. Най-голямата река е Линт, която се влива първо във Валензее, после в Цюрихското езеро, откъдето изтича под името Лимат. На изток от нея е долината на Зец, а след това и на река Тамина.

## Върхове
Най-високи върхове (над 3000 м).
| Име            | Височина |
| -------------- | -------- |
| Тьоди          | 3614 м   |
| Бифертенщок    | 3419 м   |
| Пиц Урлаун     | 3358 м   |
| Обералпщок     | 3328 м   |
| Грос Шерхорн   | 3297 м   |
| Клариден       | 3267 м   |
| Грос Дюси      | 3256 м   |
| Кавищрау Гронд | 3251 м   |
| Рингелшпиц     | 3247 м   |
| Грос Виндгален | 3192 м   |
| Хаусщок        | 3158 м   |
| Гросрюхен      | 3136 м   |
| Трищелхорн     | 3114 м   |
| Рухи           | 3107 м   |
| Пиц Зегнас     | 3102 м   |
| Пиц Джуф       | 3098 м   |
| Мутенщок       | 3089 м   |
| Хиндери Шибе   | 3083 м   |
| Криспалт       | 3080 м   |
| Бристен        | 3074 м   |
| Пиц Гриш       | 3062 м   |
| Пиц Сардона    | 3056 м   |
| Бюнднер Вораб  | 3025 м   |

## Туризъм
Липсата на четирихилядници в Гларнските Алпи ги превръща в не толкова любима дестинация за алпинистите, но все пак Тьоди и околните върхове са скалисти и с отвесни стени, така че предлагат добри възможности. За сметка на това съществуват 1163 туристически маршрути, които дават възможност за досег с девствената природа и прекрасни панорамни гледки. 58 от тези маршрути са дълги, има и 20 поклонически. Построени са 9 хижи. Най-посещавана е хижа Клариден (2453 м), но има и по-високи - в това отношение рекордьор е хижа Планура (2947 м). Добре развит е и зимният туризъм - делът разполага със ски писти с обща дължина 484 км и 97 лифта. Курортната местност между селищата Лаакс и Флимс (от северната страна, под масива Вораб) е основен зимен център.